# Monokompatibilität
Mit Monokompatibilität wird das positive auditive (hörmäßige) Beurteilen des Klangs einer Musikproduktion bei Monowiedergabe des Stereosignals bezeichnet, d. h. wenn beide Stereokanäle zwangsweise zusammengemischt werden. Die Maßeinheit für die Monokompatibilität ist der Korrelationsgrad.

## Messung
Der Korrelationsgrad kann mit Anzeigeinstrumenten wie dem Korrelationsgradmesser oder dem Goniometer bestimmt werden. Dabei werden die Phasenbeziehungen beider Kanäle, das heißt die Gleichheit bzw. Andersartigkeit ihrer Signale dargestellt, meistens als Zeigerdarstellung (quasi r = cos {\displaystyle \phi }) oder in grafischer Form als Goniometer (auch stereo vector scope, stereo analyzer oder Stereosichtgerät / SSG).

## Anforderungen
Die Monokompatibilität ist besonders wichtig für Musikproduktionen, die im Radio oder Fernsehen laufen sollen, da die Empfangsgeräte oft nur eine Monowiedergabe ermöglichen (z. B. einfache Transistor- und „Küchenradios“ oder bei schlechten Empfangsverhältnissen). Bei negativem Korrelationsgrad kommt es dabei zu Auslöschungen, die das Klangbild hörbar negativ beeinflussen. Im Extremfall ist bei komplett gegenphasigen Signalen das Ergebnis bei Monowiedergabe Stille.
Auch wenn keine Wiedergabe in Mono zu erwarten ist, benötigen einige Tonaufzeichnungs- und Übertragungsverfahren monokompatible Signale. Beim FM-Rundfunk ergäben sich Probleme bei der Stereomatrizierung, bei der Pressung nicht monokompatibler Schallplatten würden Schneidstichel und später der Tonarm in vertikale Bewegungen gezwungen.

## Anwendung
Probleme mit der Monokompatibilität ergeben sich hauptsächlich durch Laufzeitunterschiede beim Einsatz mehrerer Mikrofone. Abhilfe schafft das Verändern der Mikrofon-Positionen, eine Phasendrehung des Mischpult-Kanals oder die Kompensation des Laufzeitunterschieds mittels Delay. Ein unzulässiger Korrelationsgrad kann aber auch bei Mikrofonverfahren der Laufzeitstereofonie auftreten, Monokompatiblilität ist dann mit klanglichen Kompromissen verbunden. Die durch unterschiedliche Phasenlagen entstehenden stereofonen Raumeindrücke gehen gezwungenermaßen auch bei Stereowiedergabe teilweise verloren. Da besonders beim Rundfunk die strenge Einhaltung der Monokompatibilität aber wichtiger ist, kommt den Mikrofonverfahren der Intensitätsstereofonie hier eine besondere Bedeutung zu.
Auch beim Einsatz eines künstlichen Halls ist Vorsicht geboten, manche allzu räumlich klingenden Einstellungen sind nicht monokompatibel.

## Mehrkanal-Stereo
Auch bei den Surround-Audioformaten wird die Monokompatibilität zwischen den einzelnen Lautsprechern geprüft. Die komfortabelsten Korrelationsgradmesser erlauben die gleichzeitige Messung aller möglichen Lautsprecher-Paare.